# Lazarivo
Lazarivo est une commune rurale malgache située dans la partie est de la région d'Atsimo-Andrefana.